# Gambia na Mistrzostwach Świata w Lekkoatletyce 2017
Gambia na Mistrzostwach Świata w Lekkoatletyce 2017 – reprezentacja Gambii podczas Mistrzostw Świata w Londynie liczyła 2 zawodników, którzy nie zdobyli żadnego medalu.

## Skład reprezentacji
Mężczyźni
| Zawodnik     | Konkurencja        | Eliminacje | Eliminacje | Półfinał | Półfinał | Finał    | Finał   |
| Zawodnik     | Konkurencja        | Rezultat   | Pozycja    | Rezultat | Pozycja  | Rezultat | Pozycja |
| ------------ | ------------------ | ---------- | ---------- | -------- | -------- | -------- | ------- |
| Adama Jammeh | Bieg na 200 metrów | 20,79      | 35.        | NQ       | NQ       | NQ       | NQ      |

Kobiety
| Zawodniczka | Konkurencja        | Eliminacje | Eliminacje | Półfinał | Półfinał | Finał    | Finał   |
| Zawodniczka | Konkurencja        | Rezultat   | Pozycja    | Rezultat | Pozycja  | Rezultat | Pozycja |
| ----------- | ------------------ | ---------- | ---------- | -------- | -------- | -------- | ------- |
| Gina Bass   | Bieg na 200 metrów | 23,56      | 31.        | NQ       | NQ       | NQ       | NQ      |